# Lutecij
Lutecij je kemični element s simbolom Lu in atomskim številom 71. Je srebrno bela kovina, ki se upira koroziji na suhem zraku, ne pa na vlažnem. Lutecij je zadnji element v nizu lantanoidov in ga tradicionalno štejejo med redke zemlje. Lutecij na splošno štejejo za prvi element prehodnih kovin iz 6. obdobja, čeprav je bilo glede tega nekaj spora.
Lutecij so leta 1907 neodvisno odkrili francoski znanstvenik Georges Urbain, avstrijski mineralog baron Carl Auer von Welsbach in ameriški kemik Charles James. Ugotovili so, da je lutecij nečistoča v mineralu ytterbia, za katero so do tedaj mislili, da vsebuje samo element iterbij. Do spora glede prednostne naloge odkritja je prišlo kmalu potem, ko sta Urbain in Welsbach obtožila drug drugega objave rezultatov na osnovi raziskav drugega; čast poimenovanja je pripadla Urbainu, saj je svoje rezultate objavil že pred njima. Leta 1909 so Urbainu dokončno priznali prvo mesto in njegovo imenovanje sprejeli za uradno ime; ime kasiopej (ali kasneje kasiopij) za element 71, ki ga je predlagal Welsbach, pa so mnogi nemški znanstveniki uporabljali še v petdesetih let 20. stoletja.
Lutecij ni posebno pogosten element, čeprav je v zemeljski skorji bistveno pogostejši od srebra. Ima malo posebnih uporab. Lutecij-176 je razmeroma bogat (2,5 %) radioaktivni izotop z razpolovno dobo približno 38 milijard let; uporablja se za določanje starosti mineralov in meteoritov. Lutecij se običajno pojavlja skupaj z itrijem in se včasih uporablja v kovinskih zlitinah in kot katalizator v različnih kemijskih reakcijah. Lu -DOTA-TATE se uporablja za radionuklidno terapijo (glej jedrska medicina) pri nevroendokrinih tumorjih. Lutecij ima najvišjo trdoto po Brinellu od vseh lantanoidov, in sicer 890–1300 MPa.